# Marco Fu
Marco Fu Ka-chun, né le 8 janvier 1978, est un joueur de snooker professionnel hongkongais.
Les principales performances de Marco Fu sont une victoire au Grand Prix (Open mondial aujourd'hui) 2007 à Aberdeen face à Ronnie O'Sullivan, une victoire à l'Open d'Australie 2013 face à Neil Robertson et une victoire à l'Open d'Écosse 2016 face à John Higgins. Il compte également deux finales en tournoi majeur, au championnat du Royaume-Uni en 2008 et au Masters en 2011. Sa meilleure performance aux championnats du monde est une demi-finale en 2006 et en 2016. Fu atteint son meilleur classement en juin 2017, celui de no 5 mondial.
En dehors du circuit classé, Marco Fu a remporté trois médailles d'or (deux par équipes et une en individuel) et trois médailles d'argent aux jeux asiatiques. En 2002, à Busan, il était associé à Au Chi-wai. Marco Fu a remporté en 1997 le championnat du monde amateur et le championnat du monde des moins de 21 ans.

## Carrière

### Jeunesse et débuts sur le circuit professionnel
Fu commence à jouer au snooker à l'âge de 9 ans. Né à Hong Kong, il déménage à Vancouver (Canada) avec ses parents à l'âge de 12 ans. À l'âge de 18 ans, Fu retourne dans son pays d'origine en vue d'intégrer le circuit professionnel de snooker, et remporte en 1997 les championnats du monde dans la catégorie des moins de 21 ans et dans la catégorie amateur.
Il devient professionnel l'année suivante, en 1998. Cette année-là, Fu s'engage dans sa première finale, au Grand Prix, où il élimine Ronnie O'Sullivan puis Peter Ebdon. Mais il s'incline face à l'Anglais Stephen Lee. Il se qualifie au championnat du monde en 1999, sa première participation à ce tournoi. Après avoir gagné quatre matchs de qualifications, il est battu par James Wattana 10 manches à 8. Fu effectue sa première percée dans le top 16 durant la saison 2000-2001, prenant la 15e place au classement mondial.

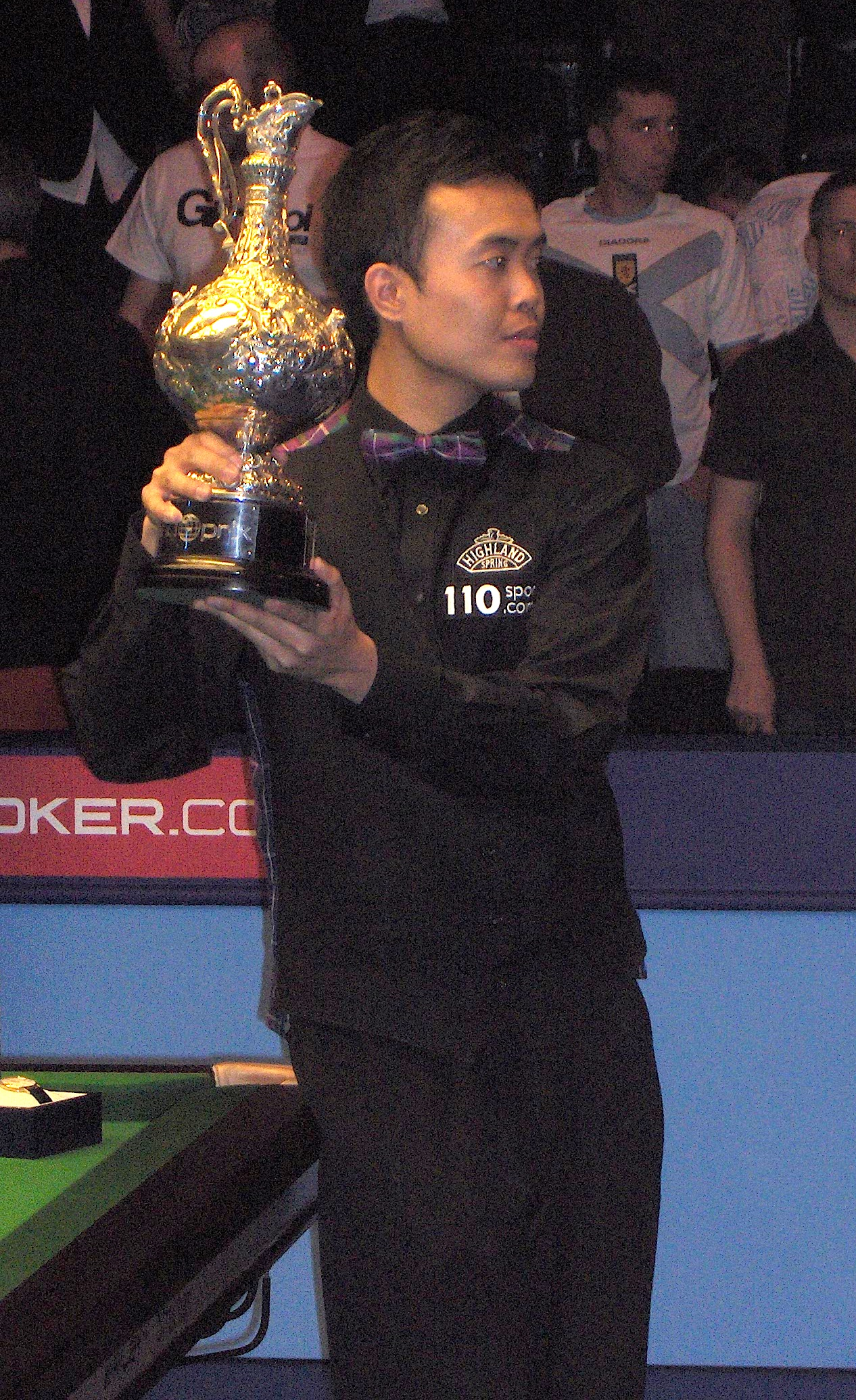
Marco Fu, vainqueur du Grand Prix en 2007, son premier titre dans un tournoi comptant pour le classement mondial.

### Progression et premier titre classé (2003 à 2010)
Il remporte son premier titre sur le circuit professionnel en 2003, battant le Gallois Mark Williams en finale de la première ligue, et devient le premier vainqueur qui ne soit pas originaire des îles britanniques. En 2003, il réalise également un parcours remarqué à l'Open du pays de Galles, où il atteint la demi-finale, en battant Stephen Lee et Ronnie O'Sullivan. Toujours en 2003, Fu élimine le no 2 mondial, Ronnie O'Sullivan au premier tour du championnat du monde puis accède au premier de ses deux quarts de finale atteints dans ce tournoi. Il est défait par Stephen Lee, qui le bat sur le score de 13 manches à 7.
L'année d'après, Fu défend brillamment sa demi-finale à l'Open du pays de Galles, mais ne parvient pas à faire mieux, battu par un excellent Steve Davis.
Au championnat du monde de 2006, alors issu des qualifications, Fu est l'invité surprise des demi-finales. Mené 15-9 face à Peter Ebdon, Fu parvient à faire son retard en recollant à 16-16, avant d'être finalement battu à la manche décisive.
Marco Fu remporte son premier tournoi classé au Grand Prix de 2007 à Aberdeen, en Écosse. Il se défait du champion du monde en titre, John Higgins, puis de Gerard Greene pour se qualifier en finale où il retrouve l'Anglais Ronnie O'Sullivan, deux fois champion du monde à l'époque, qu'il bat par 9 manches à 6. Après le match, Fu décrira ce résultat comme la « meilleure performance de sa carrière ». L'année suivante, il est demi-finaliste au Masters mais est battu par Stephen Lee. C'est également en 2008 que Fu atteint la finale du championnat du Royaume-Uni, sa première finale majeure. Il est battu de justesse par Shaun Murphy, par 10 manches à 9, au terme d'une rencontre particulièrement décousue.
En 2010, il remporte sa deuxième victoire dans un tournoi non classé, le championnat de la ligue, en s'imposant face au Nord-irlandais Mark Allen qu'il bat lors de la manche décisive.

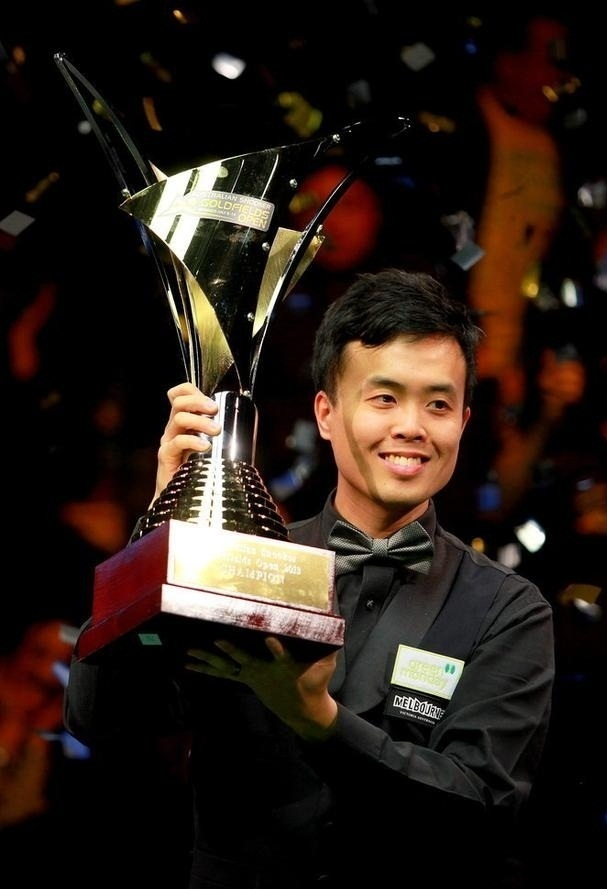
Marco Fu tout sourire après sa victoire à l'Open d'Australie (2013), face à Neil Robertson.

### Confirmation: deuxième titre classé et régularité (2011 à 2016)
Fu est finaliste du Masters 2011, dans une finale 100% asiatique qui l'oppose au Chinois Ding Junhui. Il s'incline sur le score de 10-4. Le prochain tournoi est tout aussi réussi par le joueur Hong Kongais : il se hisse jusqu'à la demi-finale de l'Open du pays de Galles, où il perd face au Gallois Mark Williams (6-3).
Lors du tournoi de qualification pour l'Open mondial 2011, Fu inscrit un break de 147 face à Matthew Selt. Il réussit ainsi cette prouesse pour la deuxième fois de sa carrière. En huitièmes de finale du championnat du Royaume-Uni la même année, Fu créer la surprise en éliminant le no 1 mondial et grand favori du tournoi Mark Selby, 6-3. En revanche, il ne renouvèle pas ce succès face à Mark Allen en quarts de finale, battu à la manche décisive, après avoir manqué sa chance à 5-4 en sa faveur.
En début d'année 2013, Fu est le finaliste malheureux du Masters d'Allemagne, battu par Ali Carter. Bien qu'il soit sorti victorieux de la première session (menant 5-3), Fu subit une remontée brutale de son adversaire qui l'emporte 9 manches à 6, l'empêchant de jouer pendant 86 minutes.
Fu lance idéalement sa saison 2013-2014, il remporte son deuxième titre de classement à l'occasion de l'Open d'Australie, où il élimine Ken Doherty et Shaun Murphy sur son parcours vers la finale, puis triomphe du favori du public, l'Australien Neil Robertson, qu'il écarte par 9-6. Plus tard dans la saison, Fu réalise une autre finale, au championnat international de Chengdu, mais il est battu par Ding Junhui sur le score disputé de 10-9, au terme de la troisième finale 100% asiatique de l'histoire du snooker ; lui qui avait déjà participé à la première avec Ding. Après le tournoi, Fu atteint son meilleur classement à l'époque : 6e mondial.

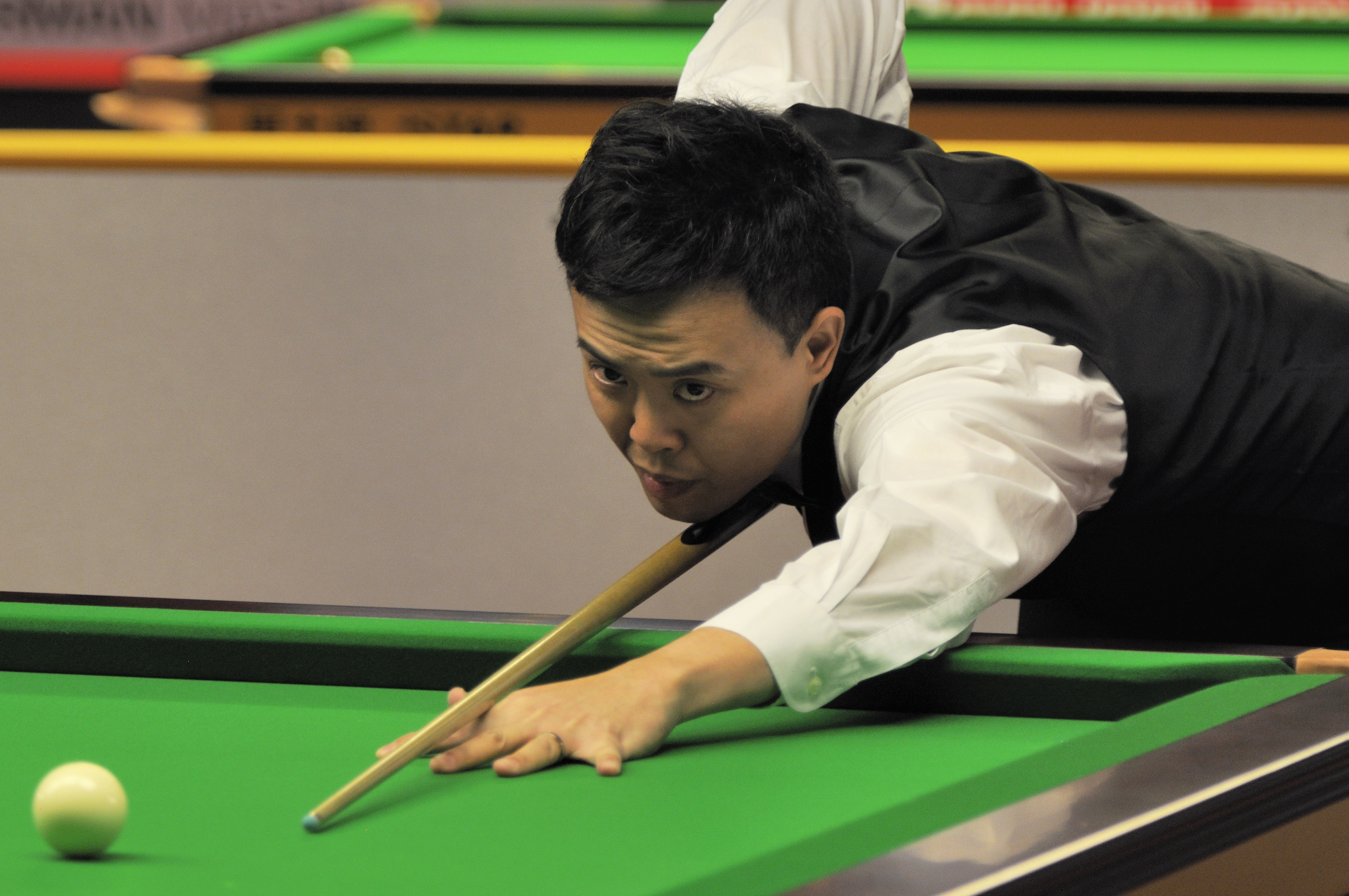
Marco Fu (2014).

Lors du Masters en 2015, il inscrit un break maximum de 147, devenant seulement le troisième joueur de l'histoire à réussir cette performance dans cette épreuve, et réalisant par la même occasion cette performance pour la troisième fois de sa carrière. Le 13 décembre 2015, Fu signe une victoire à l'Open de Gibraltar, tournoi de catégorie mineure, son seul titre en trois finales dans cette catégorie de tournois. Pour ce faire, il dispose de Michael White en finale, sur le score de 4-1. C'est aussi pendant ce tournoi qu'il réalise un autre 147, son quatrième en tout. Au championnat du monde en 2016, Fu élimine successivement Peter Ebdon, Anthony McGill et Barry Hawkins pour rejoindre sa deuxième demi-finale, où il est battu 17-15 par Mark Selby, no 1 mondial.

### Meilleure saison
Marco Fu est l'auteur d'une saison 2016-2017 de très haut vol. Son premier fait d'arme intervient au championnat du Royaume-Uni où il joue la demi-finale, dans laquelle il est battu dans la manche décisive par Ronnie O'Sullivan (6-5), bien qu'il ait mené 5-4. La semaine qui suit, il dispute la demi-finale à l'Open d'Écosse, qu'il remporte cette fois-ci. Fu parvient ensuite à renverser la finale qui l'opposait au local écossais John Higgins. Pourtant mené par 4 manches à 1 à l'issue de la première « session », Fu réalise une seconde session parfaite, il ne concède pas la moindre manche à son adversaire, s'imposant par 9 manches à 4. Cette victoire marque le troisième titre classé de la carrière de Marco Fu, et le dernier en date. Il réussit onze centuries tout au long du tournoi. Il commence l'année 2017 par une demi-finale au Masters. Pour en arriver jusque là, il se défait de Judd Trump (6 manches à 5) et de Mark Allen (6 manches à 2). Comme au championnat du Royaume-Uni, il est arrêté par Ronnie O'Sullivan, qui le bat sur le score de 6 manches à 4. Fu perd une nouvelle demi-finale cette saison durant le Grand Prix mondial, face à Ryan Day. Le 12 mars 2017, il s'incline en finale du championnat des joueurs, battu par Judd Trump, par 10 manches à 8. Enfin, Fu termine au championnat du monde, où il se qualifie pour les quarts de finale. Au premier tour, il revient de loin face au Belge Luca Brecel : mené 7 à 2, il réussit à l'emporter 10 à 9. Son match du deuxième tour est tout aussi compliqué face à Neil Robertson, qu'il bat 13 manches à 11, au terme d'une rencontre accrochée. Fu est ensuite lourdement battu par le tenant du titre, Mark Selby 13 manches à 3. Cette saison exceptionnelle lui vaut d'atteindre son meilleur classement en carrière, celui de no 6 mondial.

### Problème de santé et déclin (depuis 2017)
Les apparitions de Marco Fu se font de plus en plus rares pendant la saison suivante. Après sa défaite au premier tour du Masters face à Ronnie O'Sullivan, sur le score de 6 manches à 0, il révèle avoir subi une opération oculaire pour traiter une maladie dégénérative de la rétine. Après une longue absence de plusieurs mois, Fu effectue son retour lors du championnat du monde, en avril 2018. Il est sorti d'entrée par le jeune chinois Lyu Haotian.
Depuis, Fu a repris la compétition à plein temps. Pourtant, il ne parvient pas à retrouver son meilleurs niveau des saisons passées. Ses meilleurs résultats dans les tournois classés sont deux quarts de finale : à l'Open mondial en 2018 et au Masters d'Europe en 2020, des résultats trop faibles qui lui ont coûté sa place dans le top 32. Redescendu à la 55e place mondiale à la fin de la saison 2019-2020, Fu occupe son plus mauvais classement depuis ses débuts en 1998.
Avec la pandémie de coronavirus, Marco Fu décide de ne pas s'aligner dans les tournois professionnels lors de la saison 2020-2021. À cause de cette longue absence, Fu redescend en dehors des 64 premières places mondiales, classement qui ne lui permet pas de concourir dans les rangs professionnels pour la saison suivante. Néanmoins, il doit effectuer son retour pendant la saison 2021-2022, puisqu'il a reçu une invitation de la part de sa fédération. Son dernier match sur le circuit remonte à l'Open du pays de Galles 2020, où il avait perdu contre Ding Junhui.
Fu retarde son retour sur le circuit et ne revient qu'à l'occasion du championnat du monde 2022, où il est battu à la première manche de qualification. En tant que champion national, Marco Fu est porté par le soutien du public et atteint la finale des Masters de Hong Kong 2022 en sortant deux quadruples champion du monde, Mark Selby et John Higgins. Il réussit notamment l'exploit de réaliser un break maximum en manche décisive face à l'Écossais. Il est ensuite battu 6 manches à 4 par Ronnie O'Sullivan.

## Style de jeu et technique

### Technique
Marco Fu se distingue comme un joueur attaquant, capable de nettoyer des tables, et de réaliser des century breaks. Il est aussi connu pour avoir une technique particulière. En effet, dans la préparation de leur coup, les autres joueurs ont l'habitude de limer, c'est-à-dire de balancer leur queue de billard plusieurs fois avant d'impacter la « bille de choc » (la bille blanche). À l'exception des autres joueurs, Marco Fu ne lime pas avant de jouer son coup ; il marque directement un temps d'arrêt avant d'envoyer sa queue de billard sur la bille blanche. Fu a également un œil directeur gauche, bien qu'étant droitier, ce qui explique pourquoi il a la tête légèrement penchée lorsqu'il est en position de tir.

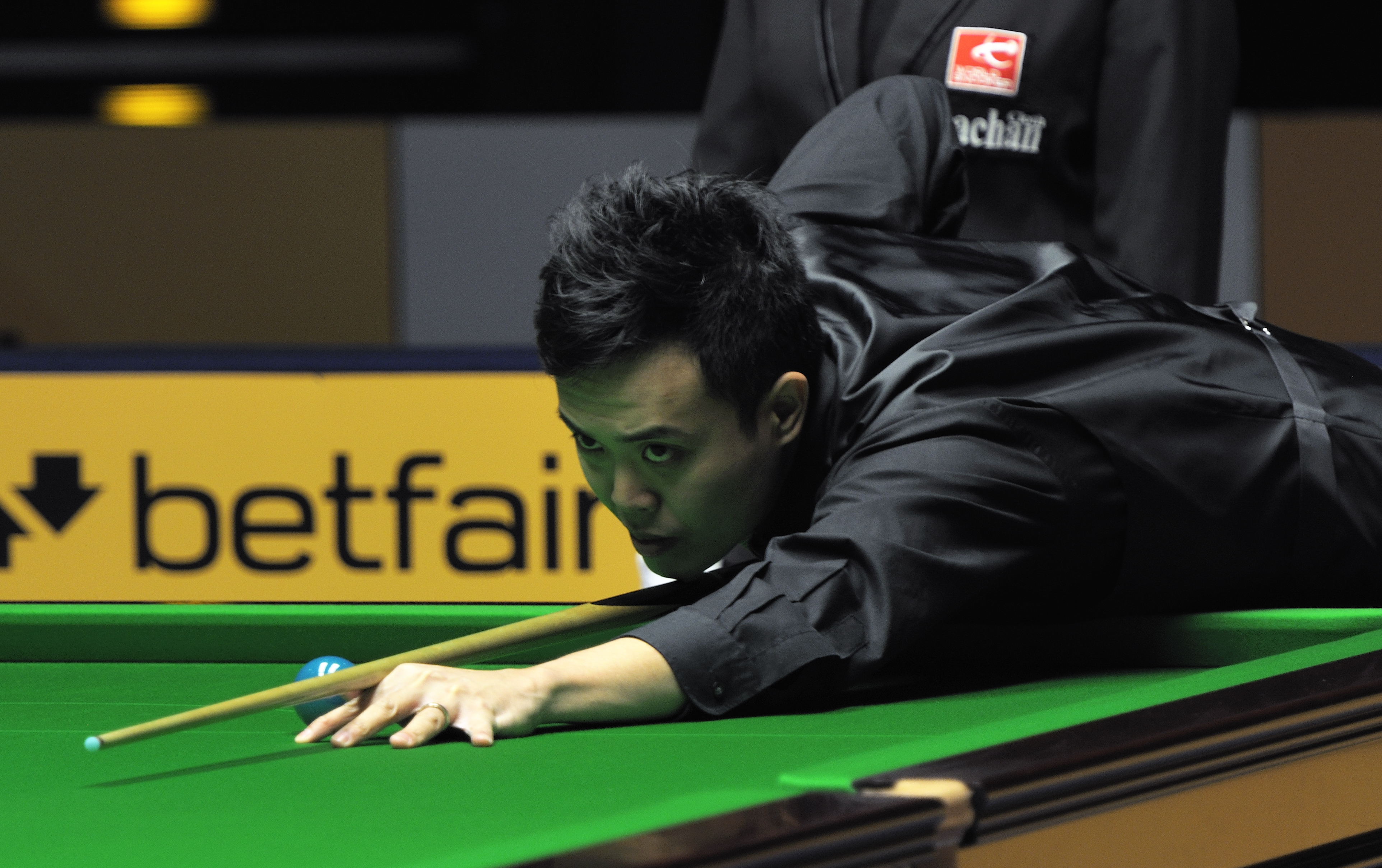
Vue générale de la technique de Marco Fu.
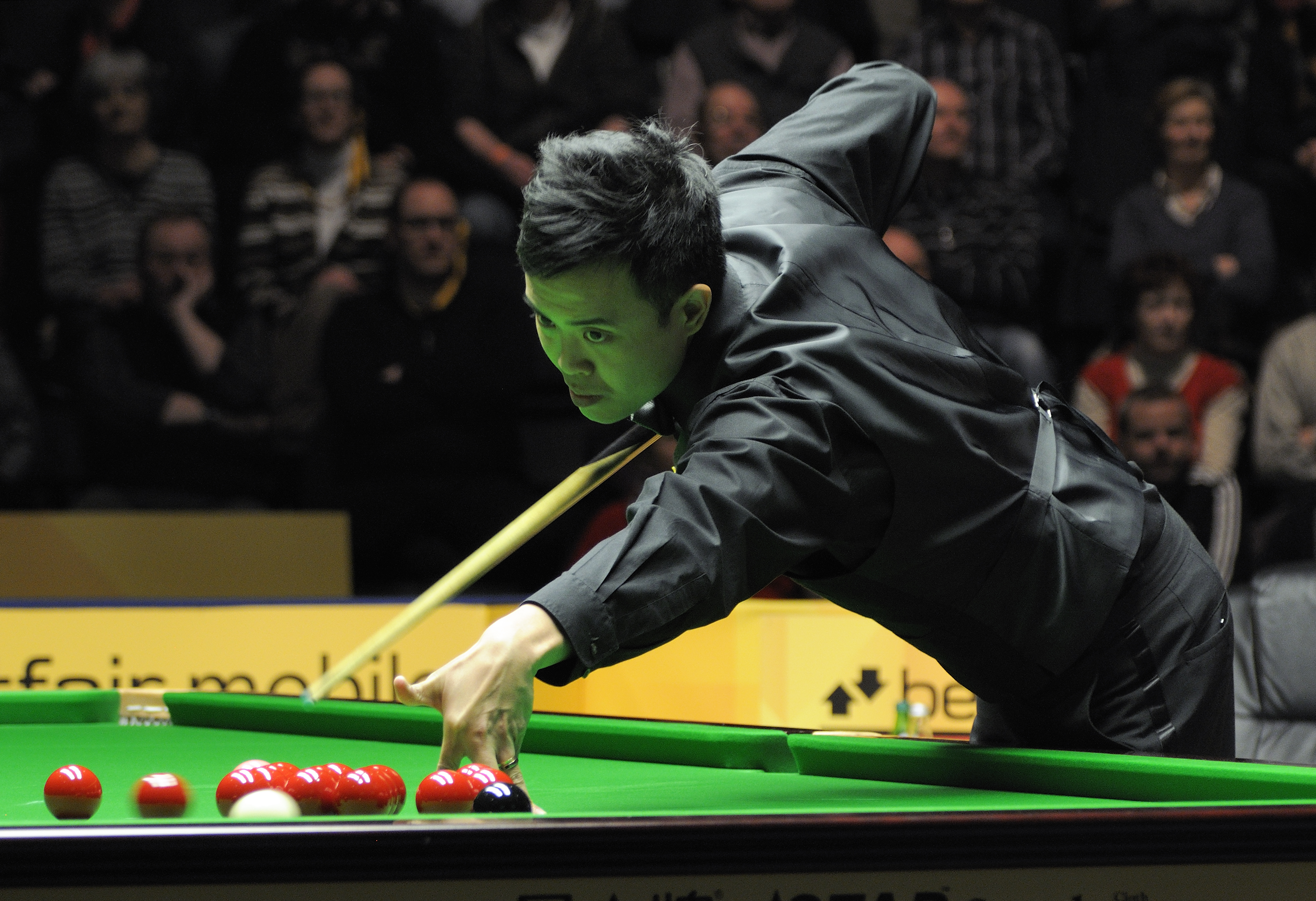
Fu exécutant un coup en chevalet élevé.
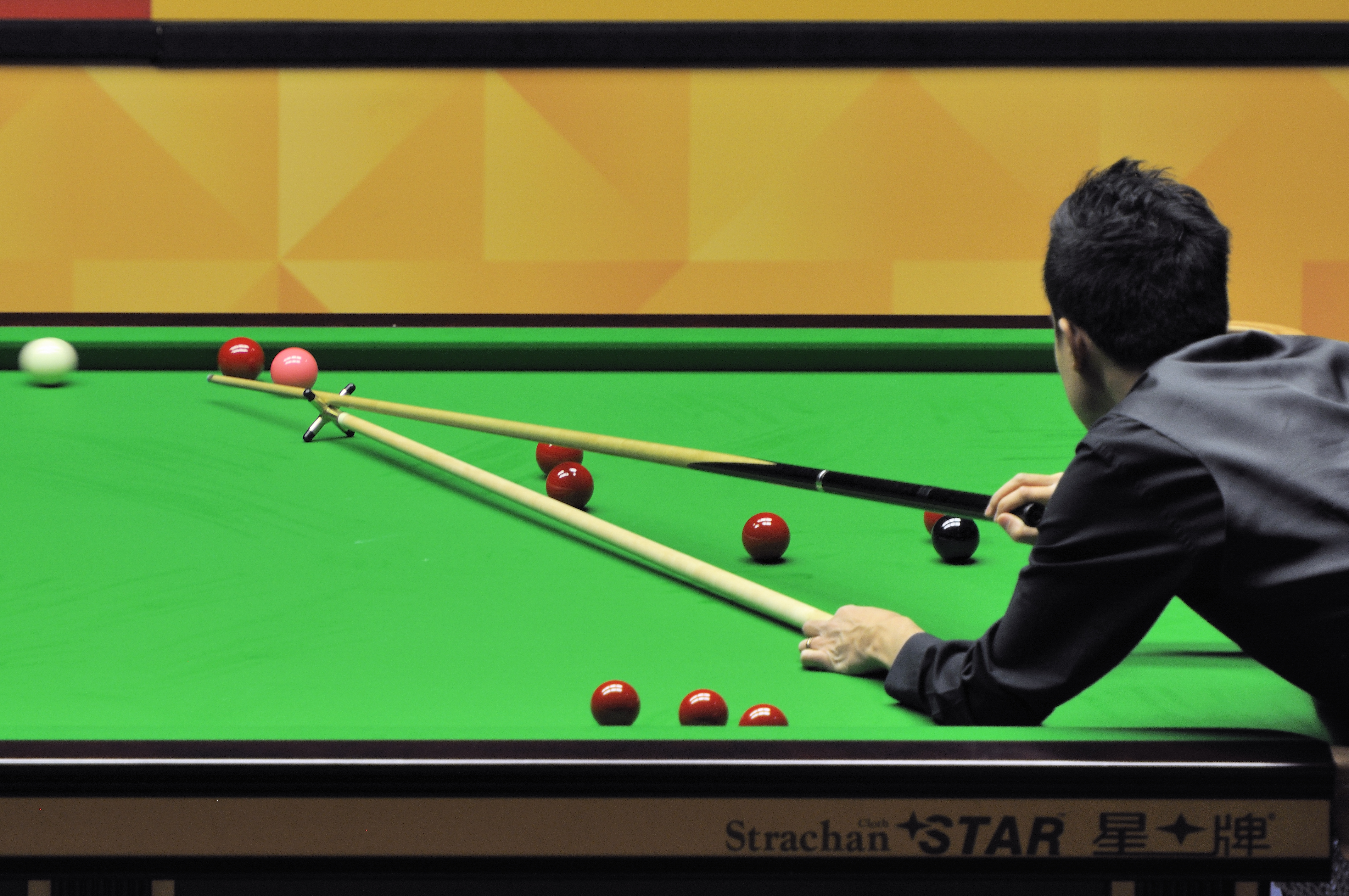
Marco Fu réalisant un coup à l'aide du reposoir.
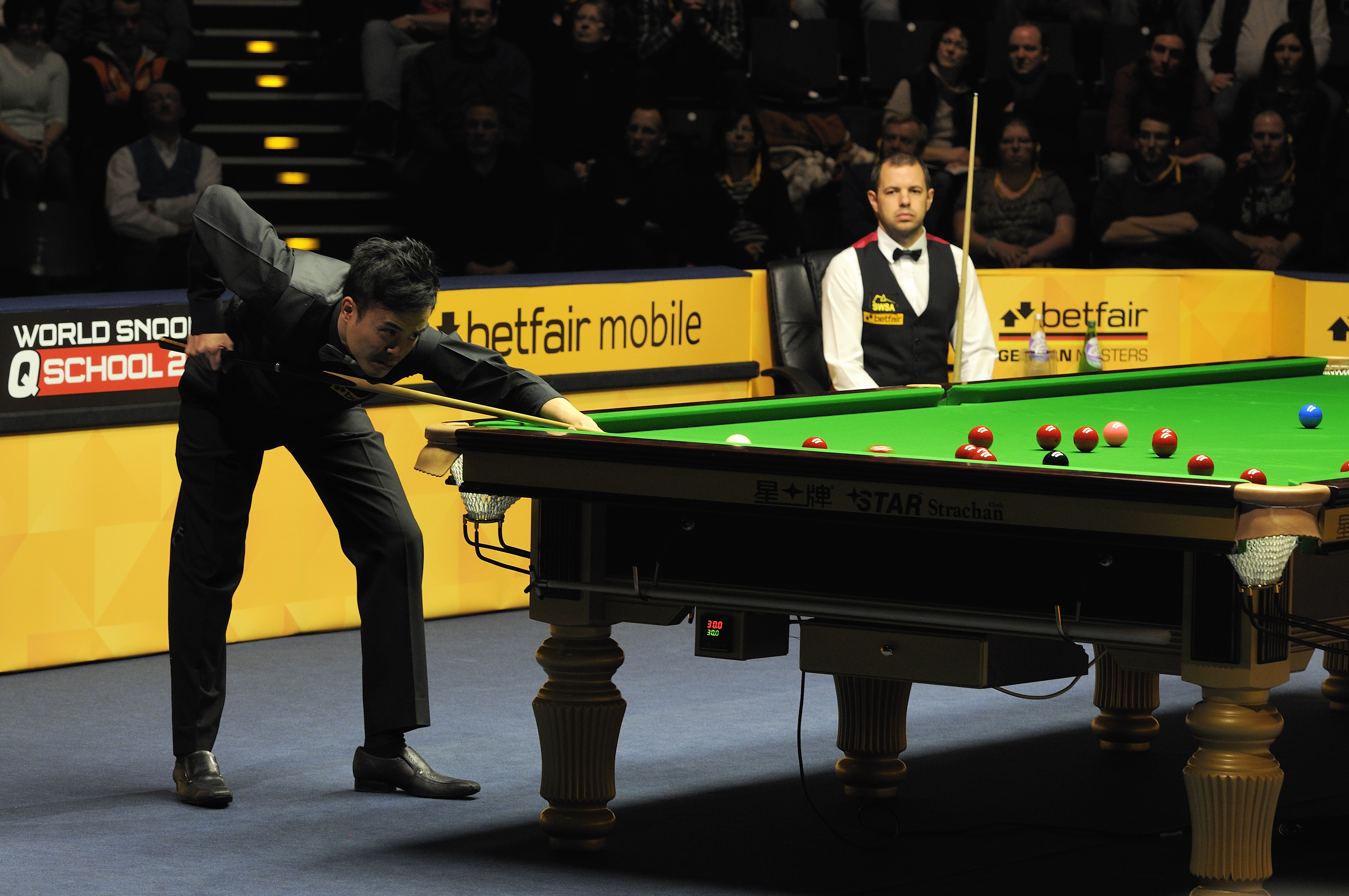
La position de Marco Fu.
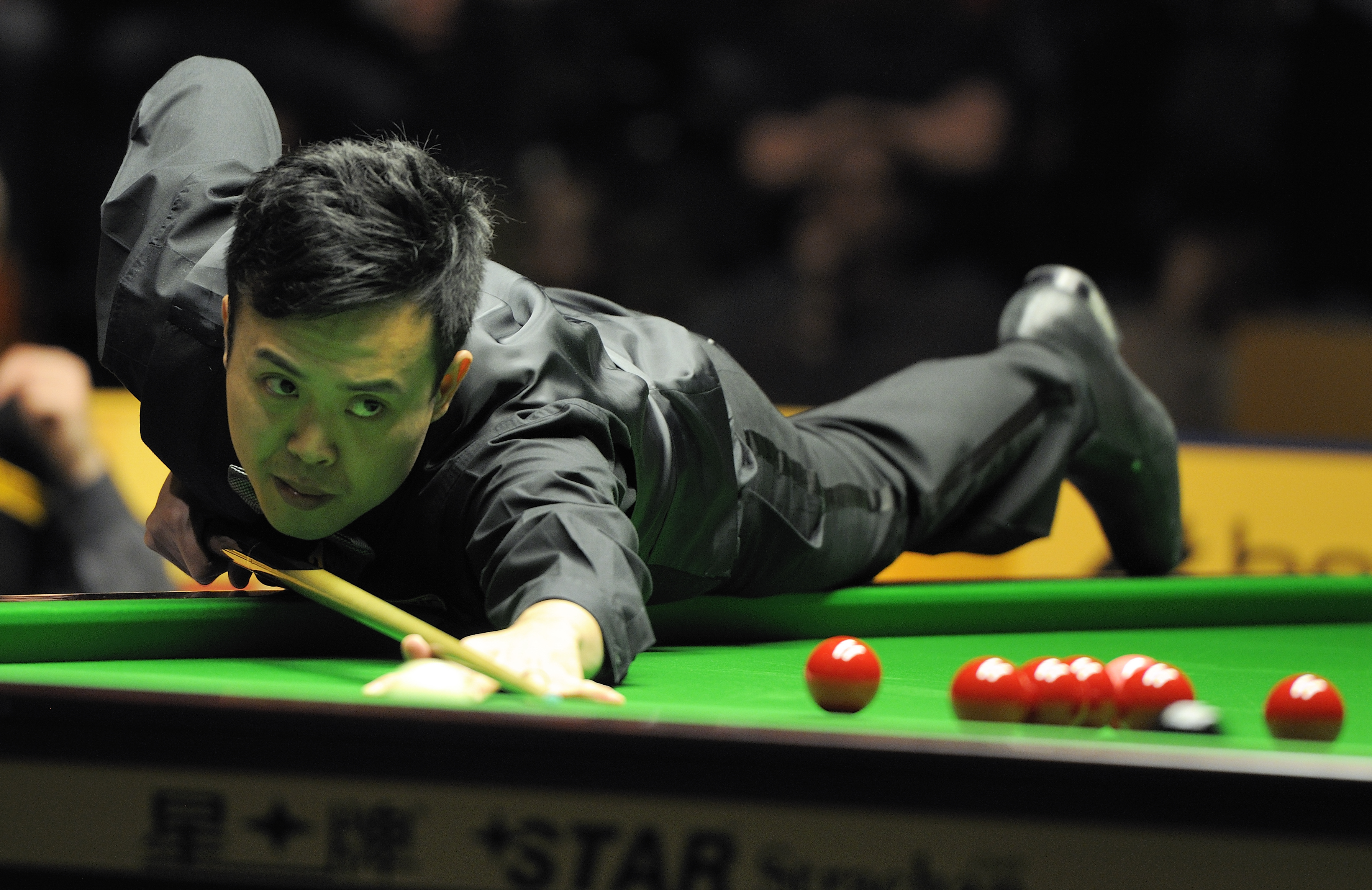
L'œil directeur gauche de Marco Fu.

### Style de jeu
Avec plus de 500 century breaks exécutés durant sa carrière, Marco Fu occupe la 9e position du classement des centuries réalisés dans l'histoire du snooker. Il a également réussit le break maximum de 147 points en cinq occasions : au Masters d'Écosse en 2000, à l'Open mondial en 2012, au Masters et à l'Open de Gibraltar en 2015, ainsi que sur ses terres au Masters de Hong Kong en 2022. Par ailleurs, Fu détient le record de la plus longue manche télévisée de l'histoire. Ce record, partagé avec Mark Selby, s'est produit à Telford, durant l'édition 2007 du championnat du Royaume-Uni, avec une manche décisive qui dura 77 minutes. C'est d'ailleurs Selby qui remporta la rencontre. Ce record a depuis été battu par Dave Harold et Shaun Murphy qui, l'année suivante à l'Open de Chine, ont disputé une manche de 93 minutes, remportée par Murphy.

## Vie personnelle
Fu a passé sa jeunesse à Vancouver, Colombie Britannique, Canada, et a aussi vécu au Pays de Galles et en Écosse. Aujourd'hui, il réside à Londres avec sa fiancée Shirley, elle aussi originaire de Hong Kong. Le couple s'est marié en 2011, et a donné naissance à deux petites filles, nées en 2012 et en 2015.
Fu est bouddhiste, et végétarien. Il explique d'ailleurs que cela l'aide à rester calme en toute circonstance, un réel avantage sur une table de snooker.

## Palmarès

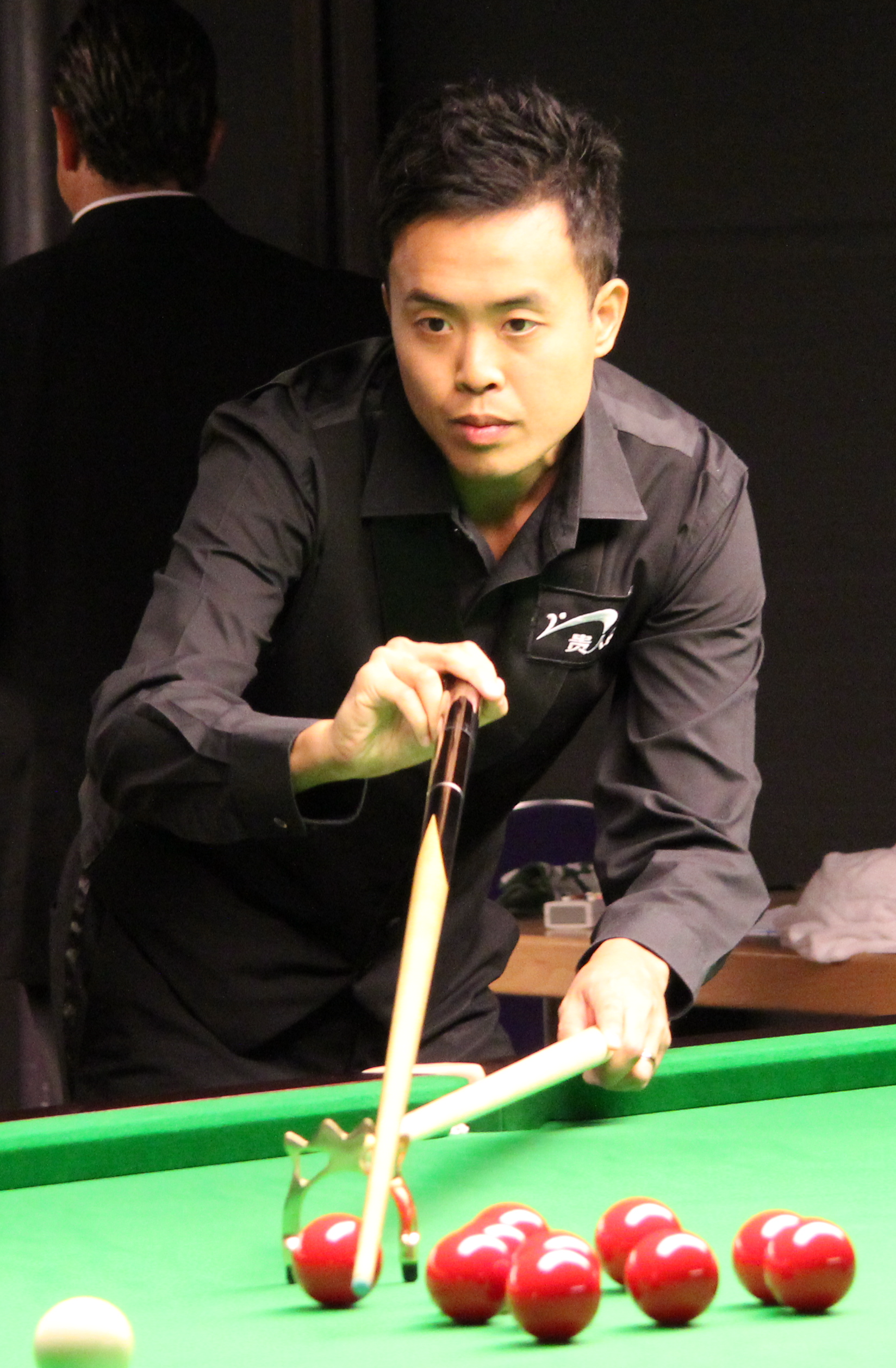
Marco Fu utilisant le spider (reposoir en forme d'araignée), 2011

| Légende | Catégorie                      | Titres                         | Finales                        |
|         | Tournois classés               | 3                              | 5                              |
|         | Tournois classés mineurs       | 1                              | 2                              |
|         | Tournois non classés           | 5                              | 4                              |
|         | Tournois en équipes            | 2                              | 2                              |
|         | Tournois pro-am                | 1                              | 0                              |
|         | Tournois amateurs              | 2                              | 0                              |
| Gras    | Tournois de la triple couronne | Tournois de la triple couronne | Tournois de la triple couronne |

### Titres

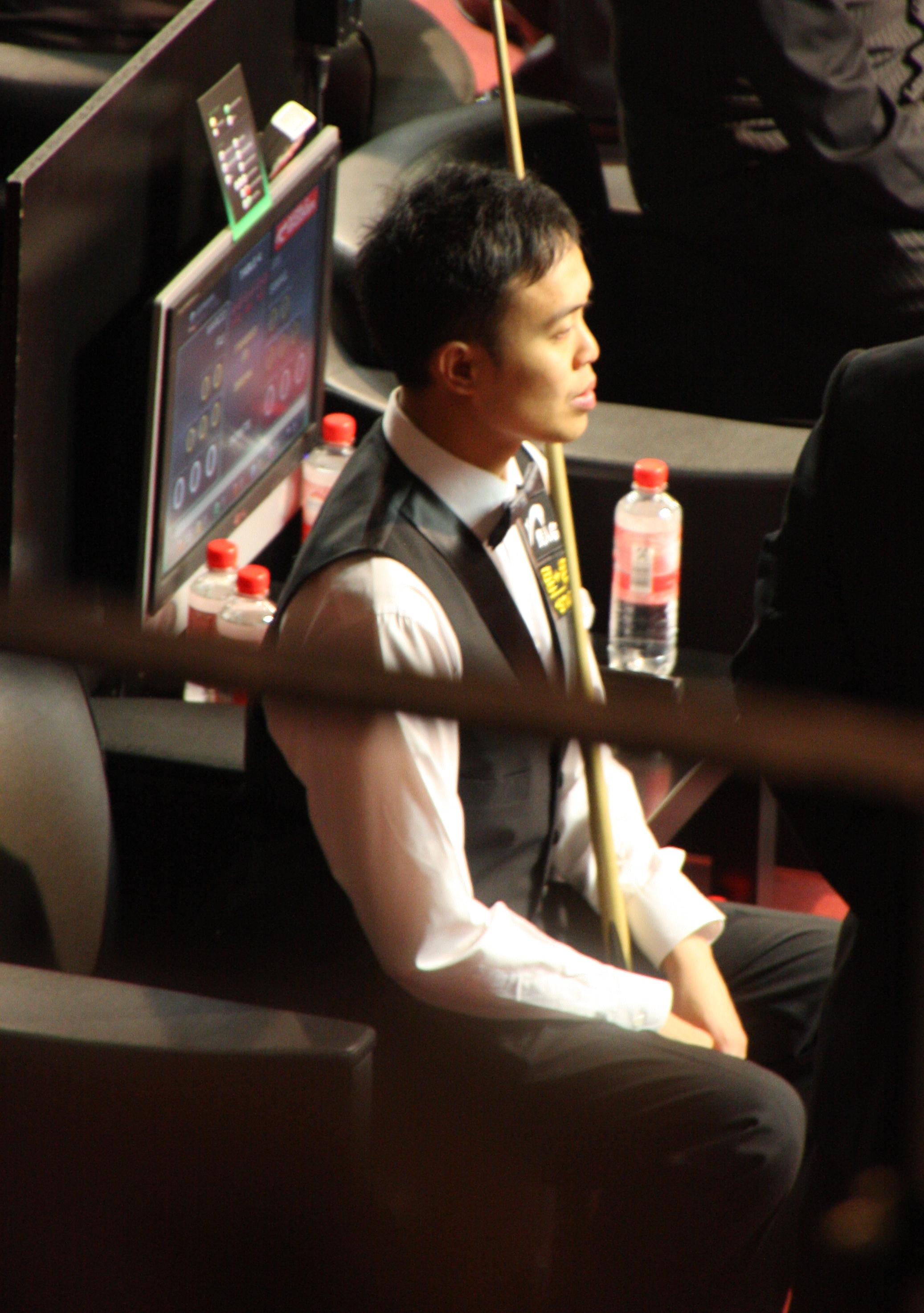
Marco Fu (2011)

| Saison    | Nom du tournoi                                   | Lieu       | Finaliste         | Score | Tableaux |
| 1997      | Championnat du monde amateur des moins de 21 ans | Carlow     | Bjorn Haneveer    | 11-7  |          |
| 1997      | Championnat du monde amateur                     | Bulawayo   | Stuart Bingham    | 11-10 |          |
| 1998-1999 | Jeux asiatiques                                  | Bangkok    | Thaïlande         | 2-1   |          |
| 2002-2003 | Jeux asiatiques (2)                              | Pusan      | Chine             | 2-1   |          |
| 2002-2003 | Première ligue                                   | Sunderland | Mark Williams     | 9-5   |          |
| 2004-2005 | Challenge Monde - Asie                           | Bangkok    | John Higgins      | 5-1   |          |
| 2006-2007 | Masters de Thaïlande                             | Hua Hin    | Issara Kachaiwong | 5-3   |          |
| 2007-2008 | Grand Prix                                       | Aberdeen   | Ronnie O'Sullivan | 9-6   | Tableau  |
| 2009-2010 | Championnat de la ligue                          | Stock      | Mark Allen        | 3-2   |          |
| 2010-2011 | Jeux asiatiques                                  | Canton     | Ding Junhui       | 4-2   | Tableau  |
| 2013-2014 | Open d'Australie                                 | Bendigo    | Neil Robertson    | 9-6   | Tableau  |
| 2015-2016 | Coupe générale                                   | Hong Kong  | Mark Williams     | 7-3   |          |
| 2015-2016 | Open de Gibraltar                                | Gibraltar  | Michael White     | 4-1   | Tableau  |
| 2016-2017 | Open d'Écosse                                    | Glasgow    | John Higgins      | 9-4   | Tableau  |

### Finales perdues
| Saison    | Nom du tournoi                 | Lieu       | Finaliste               | Score | Tableaux |
| 1998-1999 | Grand Prix                     | Preston    | Stephen Lee             | 2-9   | Tableau  |
| 2003-2004 | Masters eurasiatique (étape 2) | Bangkok    | Ken Doherty             | 2-5   |          |
| 2006-2007 | Jeux asiatiques                | Doha       | Chine                   | 0-3   |          |
| 2007-2008 | Coupe Huangshan                | Hebei      | Ali Carter              | 3-5   |          |
| 2008-2009 | Championnat du Royaume-Uni     | Telford    | Shaun Murphy            | 9-10  | Tableau  |
| 2010-2011 | Masters                        | Londres    | Ding Junhui             | 4-10  | Tableau  |
| 2012-2013 | Épreuve 3 de Gloucester        | Gloucester | Rod Lawler              | 2-4   | Tableau  |
| 2012-2013 | Masters d'Allemagne            | Berlin     | Ali Carter              | 6-9   | Tableau  |
| 2013-2014 | Open Bluebell Wood             | Doncaster  | Ricky Walden            | 3-4   | Tableau  |
| 2013-2014 | Championnat international      | Daqing     | Ding Junhui             | 9-10  | Tableau  |
| 2016-2017 | Championnat des joueurs        | Llandudno  | Judd Trump              | 8-10  | Tableau  |
| 2018-2019 | Masters de Macao               | Macao      | Perry, Anda et Williams | 1-5   | Tableau  |
| 2022-2023 | Masters de Hong Kong           | Hong Kong  | Ronnie O'Sullivan       | 4-6   | Tableau  |